# Кіруелас-де-Відріалес
Кіруелас-де-Відріалес (ісп. Quiruelas de Vidriales) — муніципалітет в Іспанії, у складі автономної спільноти Кастилія-і-Леон, у провінції Самора. Населення — 804 особи (2010).
Муніципалітет розташований на відстані близько 250 км на північний захід від Мадрида, 60 км на північ від Самори.
На території муніципалітету розташовані такі населені пункти: (дані про населення за 2010 рік)
- Колінас-де-Трасмонте: 322 особи
- Кіруелас-де-Відріалес: 482 особи

## Демографія
Динаміка населення (INE ):